# حي 22 يونيو (المنصورة)
حي 22 يونيو هو أحد أحياء مديرية المنصورة في محافظة عدن اليمنية. يبلغ تعداد سكانه 51065 نسمة حسب التعداد السكاني في اليمن لعام 2004.

## التقسيم الإداري
| الحارة               | عدد المساكن | عدد الأسر | الذكور | الأناث | الإجمالي |
| -------------------- | ----------- | --------- | ------ | ------ | -------- |
| حارة السنافر         | 480         | 426       | 1337   | 1246   | 2583     |
| حارة الحفر           | 946         | 534       | 1793   | 1506   | 3299     |
| حارة القاهرة الجديدة | 545         | 232       | 1099   | 1009   | 2108     |
| حارة بن شلال         | 898         | 849       | 2597   | 2358   | 4955     |
| حارة حسين عوض        | 469         | 396       | 1255   | 1177   | 2432     |
| حارة على حسين على    | 625         | 551       | 1913   | 1582   | 3495     |